# 圣皮埃尔和密克隆徽章
圣皮埃尔和密克隆徽章是法国海外集体圣皮埃尔和密克隆的官方纹章象征。 它是由Lon Joner设计的。

## 说明
底色為藍色，在波浪上有一艘黃色的帆船，是雅克·卡蒂亞發現此地時所搭乘的船隻。旗桿一側分別有巴斯克人、布列塔尼人和諾曼人的徽章。据说是1536年6月15日将雅克·卡地亚带到圣皮埃尔的“格兰德·赫敏”号。沿着顶部的三个方形标志回忆起岛上大多数居民的起源，从左到右分别是：

巴斯克人旗幟
布列塔尼人旗帜
下诺曼底旗帜
布列塔尼人紋章
諾曼人紋章

## 其他
- 圣皮埃尔和密克隆旗帜
- 法国国旗
- 法国国徽